# Ville du Grand Geelong
La Ville du Grand Geelong (City of Greater Geelong) est une zone d'administration locale située dans le sud du Victoria en Australie.
Elle résulte de la fusion en 1993 des comtés de Barrabool, Bannockburn, Bellarine et Corio, et des villes de Geelong, Geelong West, Newtown et South Barwon.
Elle est traversée par la Princes Highway.